# Havas András
Havas András, született Havas Andor (Debrecen, 1891. december 10. – Budapest, 1954. augusztus 18.) orvos, mikrobiológus, egyetemi magántanár, az MTA levelező tagja (1949), Kossuth-díjas (1950).

## Élete
Havas József (1859–1898) fűszerkereskedő és Friedlieber Fáni (1864–1904) gyermekeként született zsidó családban. Az érettségit Nyíregyházán tette le, ahol anyai nagyszülei éltek, majd a Kolozsvári Magyar Királyi Ferenc József Tudományegyetem hallgatója lett. 1913-ban orvosdoktori oklevelet szerzett. Már diákkorában bekapcsolódott a munkásmozgalomba. A Tanácsköztársaság idején a Fehérvári úti Rokkantkórház főorvosa és a Rokkantügyi Hivatal vezetőjeként működött. A proletárdiktatúra bukása után emigrált. 1922 és 1927 között Nagyváradon dolgozott mint tbc-szakorvos. 1927-től az moszkvai Központi Tuberkulózis Kutató Laboratóriumában dolgozott mint tudományos munkatárs. A második világháború után tért vissza Magyarországra. 1947-ben kinevezték az Országos Közegészségügyi Intézet (OKI) igazgatójává és a tbc-csoport vezetőjévé választották. Ez utóbbi minőségében irányította az ország lakosságának jelentős részére kiterjedő tuberkulin-vizsgálatokat és BCG-oltásokat. 1949 és 1954 között az OKI főigazgatója volt. A Pázmány Péter Tudományegyetem Orvostudományi karán A tuberculozis járványtana és megelőzése című tárgykörből egyetemi magántanári képesítést kapott.
Vezetőségi tagja volt az MTA Orvostudományi Osztályának. Kísérletes pulmonológiával, tüdőgyógyászati mikrobiológiával, elsősorban az úgynevezett Weltmann-reakcióval, BCG-oltásokkal és a Vole-baktériummal kapcsolatos kutatásokkal foglalkozott. Kezdeményezésére alakult meg a Magyar Mikrobiológusok Társasága. Tagja volt az Orvosi Hetilap, a Népegészségügy, a Tuberkulózis Kérdései és a Szovjet Kultúra című folyóiratok szerkesztőbizottságainak.
Felesége Schifer Alice (1895–1968) volt, Schifer János és Preiszner Mária lánya, akit 1919. április 12-én Budapesten vett nőül.
A Farkasréti temetőben nyugszik (28/1-1-18).

## Főbb művei
- Tudományos munka a tuberkulózis elleni küzdelem terén a Szovjetunióban (Népegészségügy, 1946)
- A szovjet egészségügy és társadalombiztosítás háború utáni új ötéves terve (Budapest, 1947)
- Néhány szó a szovjet egészségügyi hadviselésről (Orvosok Lapja, 1947, 38.)
- A Szovjetunió tuberkulózis nomenclaturája (Orvosok Lapja, 1948, 44)
- A BCG. mai állása (Orvosok Lapja, 1948, 49.)
- Néhány adat az országos BCG oltási akcióhoz (Népegészségügy, 1949)
- Az elsődleges tuberkulózis néhány kérdéséről (A tuberkulózis kérdései, 1953)
- Néhány adat a magyarországi BCG-védőoltások állásához (Népegészségügy, 1954).

## Díjai, elismerései
- Magyar Népköztársasági Érdemrend V. fokozata (1949)
- Kossuth-díj (1950)